# Toichi Suzuki
Toichi Suzuki (født 30. maj 2000) er en japansk fodboldspiller.
Han har spillet for flere forskellige klubber i sin karriere, herunder Cerezo Osaka.

## Karriere

### Ungdom hos Cerezo Osaka
Efter at spille i ungdomsholdene hos Cerezo Osaka, tilmeldte han sig reserve klubben hvor han spillede i J3 League.